# Municipio de Urbana (Ohio)
El municipio de Urbana (en inglés: Urbana Township) es un municipio ubicado en el condado de Champaign en el estado estadounidense de Ohio. En el año 2010 tenía una población de 14795 habitantes y una densidad poblacional de 131,89 personas por km².

## Geografía
El municipio de Urbana se encuentra ubicado en las coordenadas 40°4′17″N 83°44′39″O / 40.07139, -83.74417. Según la Oficina del Censo de los Estados Unidos, el municipio tiene una superficie total de 112.18 km², de la cual 111.66 km² corresponden a tierra firme y (0.46%) 0.52 km² es agua.

## Demografía
Según el censo de 2010, había 14795 personas residiendo en el municipio de Urbana. La densidad de población era de 131,89 hab./km². De los 14795 habitantes, el municipio de Urbana estaba compuesto por el 90.71% blancos, el 4.81% eran afroamericanos, el 0.44% eran amerindios, el 0.6% eran asiáticos, el 0.01% eran isleños del Pacífico, el 0.62% eran de otras razas y el 2.82% pertenecían a dos o más razas. Del total de la población el 1.82% eran hispanos o latinos de cualquier raza.